# 九条満家
九条 満家（くじょう みついえ）は、室町時代前期の公卿。関白・九条経教の三男。官位は従一位・関白、左大臣。九条家12代。号は後三縁院。

## 経歴
応永11年（1404年）12月に元服。九条家では初めて足利将軍家からの偏諱を受けた人物であり、室町幕府3代将軍・足利義満から「満」の字を与えられた。初めは父・経教の1字と合わせて満教（みつのり）と名乗り、のちに満輔（みつすけ）、満家と改名した。
50年近くも歳の離れた異母兄・忠基に跡継ぎがいなかったため、その養子という形をとって、九条家12代当主となる。
応永13年（1406年）13歳で従三位に叙せられる。同21年（1414年）12月には右大臣、同25年（1418年）12月2日には25歳にして関白・左大臣に任ぜられる。これは前関白一条経嗣の死去によるものであったが、本来満家が継ぐはずであった東福寺などの九条流の寺院の管理権を継ぐことができなかった。これは九条家の家臣が東福寺領内で殺害されて以来、両者が不仲であったためという。
応永26年（1419年）に従一位に昇叙されるが、同年9月には左大臣を、その後同31年（1424年）4月には関白を辞任した。
文安5年（1448年）10月には具合の悪かった満家は大和国にいる弟の経覚を呼び、次期九条家家督として、満家の嫡男であるが病弱であった加々丸（28歳になるが未だに元服をしていない）の10歳になる若君（九条政忠）か、満家の実子で4歳になる茶々丸（九条政基）のどちらに家を継がせばよいかを問うたところ、思案した経覚はひとまず10歳の若君を家督とし、将来には茶々丸に家督を譲らせるということにすれば良いのではというと、満家はたいそう喜んでその通りにし、10歳の若君を満家の養子として家を継がせた。また、加々丸は出家した。同年、出家。文安6年（1449年）5月4日、56歳で薨去。

## 系譜
- 父：九条経教（1331-1400）
- 母：不詳
- 養父：九条忠基（1345-1398）
- 妻：一条局
  - 男子：九条加々丸
- 妻：唐橋在豊の娘
  - 男子：九条政基（1445-1516）